# 1924年冬季奥林匹克运动会匈牙利代表团
1924年冬季奥林匹克运动会匈牙利代表团参加了在法国的霞慕尼举办的1924年冬奥会。